# Canton de Montluçon-Est
Le canton de Montluçon-Est est une ancienne division administrative française située dans le département de l'Allier et la région Auvergne.
Le nom officiel du canton était Montluçon-Est (4e canton) souvent abrégé soit en canton de Montluçon-Est, soit en canton de Montluçon-4.

## Représentation

### Conseillers généraux de l'ancien canton deMontluçon(de 1833 à 1858)
| Période | Période      | Identité                                   | Étiquette | Qualité |
| ------- | ------------ | ------------------------------------------ | --------- | --- |
| 1833    | 1841 (décès) | Eugène Tardé-Dumousseau                    |           | Juge d'instruction à Montluçon                                                                                 |
| 1841    | 1858         | Amédée Villatte de Peufeilhoux (1805-1872) |           | Juge de paix du canton de Montluçon Propriétaire, maire de Néris-les-Bains (1843-1852, 1855-1859 et 1864-1870) |

### Conseillers d'arrondissement du canton de Montluçon (de 1833 à 1858)
Le canton de Montluçon avait deux conseillers d'arrondissement.
| Période                                  | Période | Identité                              | Étiquette   | Qualité |
| ---------------------------------------- | ------- | ------------------------------------- | ----------- | --- |
| 1833                                     | 1839    | M. Cornereau                          |             | Médecin à Montluçon                                                                                         |
| 1833                                     | 1848    | Sébastien Jules Lespinard (1800-1888) |             | Notaire à Montluçon                                                                                         |
| 1839                                     | 1848    | Michel Sartin                         | Républicain | Avoué et avocat à Montluçon, député (1849-1851)                                                             |
|                                          |         |                                       |             | |
| 1940                                     |         |                                       |             | Les conseils d'arrondissement ont été suspendus par la loi du 12 octobre 1940 et n'ont jamais été réactivés |
| Les données manquantes sont à compléter. |         |                                       |             | |

### Conseillers généraux du canton de Montluçon-Est (1858 à 2015)
| Période         | Période                   | Identité                       | Étiquette          | Qualité |
| --------------- | ------------------------- | ------------------------------ | ------------------ | --- |
| 1858            | 1864                      | Amédée Villatte de Peufeilhoux |                    | Juge de paix Maire de Néris-les-Bains (1843-1852, 1855-1859 et 1864-1870)                                                                                 |
| 1864            | 1871                      | Achille Fournier (1807-1872)   |                    | Président du Tribunal de Montluçon |
| 1871            | 1889                      | Joseph Chantemille             | Républicain        | Négociant, Maire de Montluçon (1870-1872 et 1878-1888) Député (1876-1885)                                                                                 |
| 1889            | 1889 (annulation)         | Georges Boulanger              | Boulangiste        | Général - Député du Gard (1888-1889) Ministre de la Guerre (1886)                                                                                         |
| 1889            | 1895                      | Joseph Chantemille             | Républicain        | Négociant - Sénateur (1885-1903) |
| 1895            | 1901                      | Alexandre Chemel               | Républicain        | Entrepreneur Adjoint au Maire de Montluçon, conseiller d'arrondissement                                                                                   |
| 1901            | 1907                      | Louis Aubel                    | Républicain        | Docteur en médecine Maire de Néris-les-Bains (1900-1907)                                                                                                  |
| 1907            | 1913                      | Isidore Peyrot (1850-1929)     | Conservateur       | Docteur en médecine Maire de Néris-les-Bains (1892-1894)                                                                                                  |
| 1913            | 1918 (décès)              | André Fanéchère (1865-1918)    | SFIO               | Cultivateur et débitant de boissons Maire de Saint-Angel                                                                                                  |
| 1919            | 1925                      | Ernest Montusès                | SFIO puis PC-SFIC  | Journaliste et homme de lettres à Montluçon |
| 1925            | 1941 (démission d'office) | Marx Dormoy                    | SFIO               | Représentant de commerce Maire de Montluçon (1926-1940) Député (1931-1938) Sénateur (1938-1940) Ministre (1936-1938) Révoqué par le Gouvernement de Vichy |
|                 |                           |                                |                    | |
| 1945            | 1951                      | Charles Migraine (1884-1960)   | SFIO               | Ouvrier chaudronnier puis contremaître à Saint-Florent-sur-Cher                                                                                           |
| 1951            | 1959 (décès)              | André Southon                  | SFIO               | Professeur de lycée Sénateur (1946-1959) Maire de Montluçon (1950-1959)                                                                                   |
| 6 décembre 1959 | 1972 (décès)              | Jean Nègre                     | SFIO puis Soc.ind. | Professeur de lycée Maire de Montluçon (1959-1972) Député (1962-1968) Sénateur (1971-1972)                                                                |
| 1972            | 1994                      | Maurice Brun                   | Soc.ind.           | Avocat - Député (1973-1978) Maire de Montluçon (1972-1977)                                                                                                |
| 1994            | 2001                      | Roger Giraud                   | PCF                | Cultivateur puis permanent syndical Président du CDJA (1958-1965) puis de la FDSEA (1965-1985) de l’Allier Adjoint au Maire de Désertines                 |
| 2001            | 2010 (démission)          | Daniel Dugléry                 | UMP                | Directeur de sociétés Maire de Montluçon (2001-2017) |
| 2010            | 2015                      | Françoise Czekaj               | DVD                | Infirmière retraitée |

Note : en avril 2010, Daniel Dugléry démissionne de ses fonctions pour cause de cumul de mandats. Conformément à la loi, c'est sa suppléante Françoise Czekaj qui lui succède.

### Conseillers d'arrondissement du canton de Montluçon Est (de 1858 à 1940)
Le canton de Montluçon-Est avait deux conseillers d'arrondissement.
| Période                                  | Période          | Identité                         | Étiquette                     | Qualité |
| ---------------------------------------- | ---------------- | -------------------------------- | ----------------------------- | --- |
|                                          |                  |                                  |                               | |
| 1880                                     | 1892 (décès)     | Pierre-Sidoine Renon (1807-1892) |                               | Avocat, maire de Montluçon (1872-1874, 1876-1877 et 1878), Président du Conseil d'arrondissement            |
| 1880                                     | 1895             | Alphonse Cromariat               | Républicain                   | Constructeur-mécanicien, Président du Conseil de Prud'hommes de Montluçon                                   |
| 1892                                     | 1895             | Alexandre Chemel                 | Républicain                   | Entrepreneur à Montluçon                                                                                    |
| 1895                                     | 1898             | Jean Gourbier                    | Républicain                   | Boucher à Montluçon                                                                                         |
| 1898                                     | 1904             | Louis Meynot (1863-1910)         | Socialiste                    | Clerc d’huissier puis employé à la Recette des Finances de Montluçon, maire de Désertines (1892-1910)       |
| 1898                                     | 1904             | Ambroise Berthet                 | Socialiste                    | Rentier, ajoint au maire de Montluçon                                                                       |
| 1904                                     | 1919             | Paul Labre (1869-1961)           | Républicain anticollectiviste | Industriel (marchand de bois) à Montluçon                                                                   |
| 1904                                     | 1910             | Jean Giraudon                    | Radical                       | Entrepreneur, conseiller municipal puis Premier adjoint au maire de Montluçon                               |
| 1910                                     | 1919             | Dominique Armand Dioux           | Républicain anticollectiviste | Négociant en nouveautés à Montluçon                                                                         |
| 1919                                     | 1928             | Pierre Guillien (1863-1939)      | SFIO puis PRS                 | Propriétaire exploitant, maire de Saint-Victor (1896-1919)                                                  |
| 1919                                     | 1922             | Jean Michard                     | SFIO                          | Adjoint au maire de Montluçon                                                                               |
| 1922                                     | 1923 (démission) | Jean Lépineux (1874-1937)        | PC-SFIC                       | Mouleur, puis employé communal à Montluçon, Premier secrétaire de la fédération communiste de l'Allier      |
| 1923                                     | 1933 (décès)     | Marius Genest (1870-1933)        | SFIO                          | Propriétaire d'une salle de cinéma, adjoint au maire de Montluçon                                           |
| 1931                                     | 1940             | Albert Passat (1886-1966)        | PC-SFIC puis SFIO             | Maire de Saint-Angel                                                                                        |
| 1934                                     | 1940             | Jean Marien (1884-1953)          | SFIO                          | Cafetier, conseiller municipal de Montluçon                                                                 |
| 1940                                     |                  |                                  |                               | Les conseils d'arrondissement ont été suspendus par la loi du 12 octobre 1940 et n'ont jamais été réactivés |
| Les données manquantes sont à compléter. |                  |                                  |                               | |

Sources : Archives départementales de l'Allier, rubrique "Presse" - https://archives.allier.fr/archives-en-ligne/presse?arko_default_63e27309704a6--ficheFocus=

## Composition
- De 1833 à 1973, le canton de Montluçon-Est se composait de : Quartiers est de Montluçon, communes de Chamblet, Deneuille-les-Mines, Désertines, Lavault-Sainte-Anne, Néris-les-Bains, Saint-Angel, Saint-Victor et Verneix.

- Le canton de Montluçon-Est (4e Canton) se composait de 1973 à 2015[7] d’une fraction de la commune de Montluçon et de cinq autres communes[8]. Il comptait 13 863 habitants (population municipale) au 1er janvier 2012.

| Nom                   | Code Insee | Intercommunalité                          | Population (dernière pop. légale)              |
| --------------------- | ---------- | ----------------------------------------- | ---------------------------------------------- |
| Montluçon (chef-lieu) | 03185      | CA Montluçon Communauté                   | Fraction : 6 816(2012) Commune : 37 289 (2014) |
| Chamblet              | 03052      | CC Commentry Montmarault Néris Communauté | 1 097 (2014)                                   |
| Deneuille-les-Mines   | 03097      | CC Commentry Montmarault Néris Communauté | 362 (2014)                                     |
| Désertines            | 03098      | CA Montluçon Communauté                   | 4 304 (2014)                                   |
| Saint-Angel           | 03217      | CC Commentry Montmarault Néris Communauté | 755 (2014)                                     |
| Verneix               | 03305      | CC Commentry Montmarault Néris Communauté | 603 (2014)                                     |

## Démographie
| 1962 | 1968 | 1975 | 1982 | 1990   | 1999   | 2006   | 2011   | 2012   |
| ---- | ---- | ---- | ---- | ------ | ------ | ------ | ------ | ------ |
| -    | -    | -    | -    | 15 453 | 15 035 | 14 399 | 14 023 | 13 863 |